# Saint-André-la-Côte
Saint-André-la-Côte és un municipi francès situat al departament del Roine i a la regió d'Alvèrnia-Roine-Alps. L'any 2007 tenia 268 habitants.

## Demografia

### Població
El 2007 la població de fet de Saint-André-la-Côte era de 268 persones. Hi havia 96 famílies de les quals 24 eren unipersonals (12 homes vivint sols i 12 dones vivint soles), 20 parelles sense fills, 48 parelles amb fills i 4 famílies monoparentals amb fills.
La població ha evolucionat segons el següent gràfic:
Habitants censats

### Habitatges
El 2007 hi havia 123 habitatges, 96 eren l'habitatge principal de la família, 22 eren segones residències i 5 estaven desocupats. 117 eren cases i 5 eren apartaments. Dels 96 habitatges principals, 78 estaven ocupats pels seus propietaris, 14 estaven llogats i ocupats pels llogaters i 4 estaven cedits a títol gratuït; 2 tenien una cambra, 5 en tenien dues, 15 en tenien tres, 17 en tenien quatre i 57 en tenien cinc o més. 70 habitatges disposaven pel capbaix d'una plaça de pàrquing. A 36 habitatges hi havia un automòbil i a 50 n'hi havia dos o més.

### Piràmide de població
La piràmide de població per edats i sexe el 2009 era:
| Homes | Edats   | Dones |
| ----- | ------- | ----- |
| 0     | 95 o +  | 0     |
| 0     | 90 a 94 | 0     |
| 0     | 85 a 89 | 0     |
| 4     | 80 a 84 | 0     |
| 0     | 75 a 79 | 4     |
| 0     | 70 a 74 | 0     |
| 4     | 65 a 69 | 0     |
| 8     | 60 a 64 | 0     |
| 8     | 55 a 59 | 4     |
| 4     | 50 a 54 | 4     |
| 12    | 45 a 49 | 8     |
| 16    | 40 a 44 | 20    |
| 4     | 35 a 39 | 8     |
| 4     | 30 a 34 | 4     |
| 0     | 25 a 29 | 0     |
| 12    | 20 a 24 | 8     |
| 8     | 15 a 19 | 20    |
| 0     | 10 a 14 | 20    |
| 4     | 5 a 9   | 16    |
| 0     | 0 a 4   | 8     |

## Economia
El 2007 la població en edat de treballar era de 165 persones, 142 eren actives i 23 eren inactives. De les 142 persones actives 133 estaven ocupades (68 homes i 65 dones) i 9 estaven aturades (5 homes i 4 dones). De les 23 persones inactives 6 estaven jubilades, 12 estaven estudiant i 5 estaven classificades com a «altres inactius».

### Ingressos
El 2009 a Saint-André-la-Côte hi havia 95 unitats fiscals que integraven 273 persones, la mediana anual d'ingressos fiscals per persona era de 18.708 €.

### Activitats econòmiques
Dels 6 establiments que hi havia el 2007, 1 era d'una empresa de construcció, 1 d'una empresa de transport, 1 d'una empresa d'informació i comunicació i 3 d'empreses de serveis.
L'únic servei als particulars que hi havia el 2009 era un paleta.
L'any 2000 a Saint-André-la-Côte hi havia 7 explotacions agrícoles que ocupaven un total de 308 hectàrees.

## Equipaments sanitaris i escolars
El 2009 hi havia una escola elemental.

## Poblacions més properes
El següent diagrama mostra les poblacions més properes.